# ایراکی (داغستان)
ایراکی (به لاتین: Iraki) یک منطقهٔ مسکونی در روسیه است که در شهرستان داخادایفسکی واقع شده‌است.